# Michelle Ryan
Michelle Claire Ryan (ur. 22 kwietnia 1984 w Londynie, Anglia, Wielka Brytania) – angielska aktorka telewizyjna i filmowa.

## Kariera
W latach 2000−2005 grała Zoe Slater w brytyjskiej operze mydlanej EastEnders. W 2007 roku zagrała główną rolę w jedno-sezonowym amerykańskim serialu Bionic Woman: Agentka przyszłości. Rok później zagrała Panią Jeziora w brytyjskiej produkcji, Przygody Merlina, a w 2009 zagrała Lady Christine de Souzę w brytyjskim serialu science-fiction Doktor Who.

## Filmografia

### Telewizja
| Rok       | Tytuł                              | Rola                         | Notatki                                  |
| --------- | ---------------------------------- | ---------------------------- | ---------------------------------------- |
| 2000      | Niefortunna czarownica             | Dolores                      | Odcinek: "Fair Is Foul & Fouls Are Fair" |
| 2000      | Burnside                           | Koleżanka ze szkoły          | 2 odcinki                                |
| 2000−2005 | EastEnders                         | Zoe Slater                   |                                          |
| 2003      | EastEnders: Slaters in Detention   | Zoe Slater                   |                                          |
| 2003      | Comic Relief 2003: The Big Hair Do | Zoe Slater                   |                                          |
| 2006      | Agatha Christie: Panna Marple      | Rose Water                   | Odcinek: "By the Pricking of My Thumbs"  |
| 2007      | Comic Relief                       | Kate                         | Odcinek: "Mr Bean's Wedding"             |
| 2007      | Mansfield Park                     | Maria Bertram                |                                          |
| 2007      | Jekyll                             | Katherine Reimer             |                                          |
| 2007      | Bionic Woman: Agentka przyszłości  | Jaime Sommers                |                                          |
| 2008      | Przygody Merlina                   | Pani Jeziora                 | 4 odcinki                                |
| 2009      | Doktor Who                         | Lady Christina de Souza      | Odcinek: "Planet of the Dead"            |
| 2009      | Mister Eleven                      | Saz Paley                    |                                          |
| 2013      | Kamuflaż                           | Helen Hanson/Teresa Hamilton |                                          |
| 2014      | Death in Paradise                  | Lexi Cunningham              | 1 odcinek                                |

### Film
| Rok  | Tytuł                 | Rola            |
| ---- | --------------------- | --------------- |
| 2006 | Cashback              | Suzy            |
| 2007 | I Want Candy          | Lila            |
| 2008 | Flick                 | Sandra Martin   |
| 2010 | 4.3.2.1               | Kelly           |
| 2010 | Huge                  | Cindy           |
| 2010 | Love's Kitchen        | Shauna          |
| 2011 | Cleanskin             | Emma            |
| 2011 | Girl Walks into a Bar | Loretta         |
| 2011 | Rabusie kontra zombie | Katy            |
| 2012 | The Man Inside        | Alexia Sinclair |